# Kościół Matki Bożej Królowej Męczenników Polskich w Przysieku
Kościół Matki Bożej Królowej Męczenników Polskich w Przysieku – kościół rzymskokatolicki w jurysdykcji parafii Matki Bożej Królowej Męczenników Polskich w Przysieku w powiecie toruńskim.
W 1994 roku pozyskano działkę pod budowę kościoła. 10 sierpnia 1997 roku odprawiono uroczystą mszę świętą, podczas której poświęcono plac pod budowę nowego kościoła. W 1997 roku wybudowano tymczasową kaplicę. 24 maja 1999 roku przystąpiono do budowy kościoła. Świątynię zaprojektował Cezary Owczarek, projekt konstrukcyjny wykonał Janusz Sadkowski, kierownikiem budowy został Karol Małecki. 17 czerwca 2000 roku wmurowano w fundamenty świątyni akt erekcyjny oraz kamień węgielny pochodzący z grobu św. Piotra Apostoła, a poświęcony przez Jana Pawła II podczas podróży apostolskiej w Toruniu 7 czerwca 1999 roku. Kamień wmurował biskup Józef Szamocki. Kościół został poświęcony 12 września 2020 roku.